# مرده در آب (فیلم ۲۰۰۲)
مرده در آب (به انگلیسی: Dead in the Water) فیلمی محصول سال ۲۰۰۲ و به کارگردانی گوستاو لیپسزتین است. در این فیلم بازیگرانی همچون هنری توماس، دامینیک سوین، اسکات بایرستو، جوزه ویلکر و سباستین دی ویسنته ایفای نقش کرده‌اند.